# Palau de Valldaura
El Palau de Valldaura provenia d'un monestir anterior de l'orde del Cister situat a la vall de Valldaura a la serra barcelonina de Collserola. Va ser un indret poblat primer per monjos i després lloc reial de residència i de caça del qual en queden poques restes.
La vall de Valldaura està situada a Collserola entre la serra d'en Gatell i la serra d'en Fotjà. El topònim surt escrit de diverses maneres en la documentació medieval: Vallis Laura, Valle Laurea i d'altres, però el més acceptat és Vallis Lauree, segons Francesc Carreras Candi. Era una zona molt boscosa i al segle XII estava allunyada de camps conreats i llocs habitats. Era un lloc enclotat lluny de llocs de pas on no hi havia massa aigua, però era el lloc ideal per afavorir la vida monàstica.

## Orde cistercenc
Prové de l'orde religiós benedictí que té el seu origen en les regles escrites per sant Benet de Núrsia. L'any 940 es va fundar el monestir de Cluny, a la Borgonya francesa i es converteix en el cap dels monestirs benedictins. Ora et labora és la seva màxima de vida. La seva doctrina s'estén ràpidament i aquest èxit provoca un relaxament de les normes inicials d'austeritat i pobresa.
Al segle XI un grup de vint-i-sis monjos crítics amb aquesta relaxació de normes van abandonar el monestir de Molesme (França) per viure d'acord amb la rigidesa de pobresa i vida apostòlica estricta de la regla de sant Benet. El 21 de març de 1098 és la data de fundació del nou orde del Cister. El nom prové de cisterium, pel lloc on es va ubicar a la nova abadia de Cîteaux, prop de Chalon-sur-Saone. La figura clau d'aquest moviment religiós és Bernat de Claravall (1090-1153). Sota el seu lideratge l'orde va aconseguir el reconeixement papal d'independència respecte a l'orde de Cluny. Es van fundar seixanta-vuit monestirs arreu d'Europa.

## El Cister a Catalunya
L'expansió de l'orde per Europa va arribar a Catalunya l'any 1150 quan el gran senescal Guillem Ramon de Montcada i els seus tres fills, Guillem Ramon i Berenguer, van fer donació a l'abat del monestir de la Gran Selva, situal a Bolhac prop de Tolosa de Llenguadoc, d'unes terres anomenades alou de Valldaura per fundar un monestir que es coneixeria com Santa Maria de Valldaura.

## Monestir de Santa Maria de Valldaura
El Monestir de la Gran Selva, abadia benedictina a la diòcesi de Tolosa de Llenguadoc, havia estat fundat el 1114 sota la regla benedictina i, l'any 1144, es convertí en un monestir cistercenc depenent de Claravall. Del monestir de la Gran Selva partirien, l'any 1150, l'abat i els dotze monjos que fundren el monestir de Santa Maria de Valldaura
Sembla  que l'origen d'aquest fet cal buscar-lo, l'any 1148, en la presa de Tortosa. En la fundació del monestir cistercenc de Valladaura coincideren tres persotatges: Guillem Ramon de Montacada, gran senescal del comte de Barcelona, el noble Guillem de Montpeller, i el bisbe de Barcelona, Guillem de Torroja, ja que el nou monestir d'edificarà a aquesta diócesi. Guillem Ramon de Montcada donà el territori de Valldaura al Cister en mans de Guillem de Montpeller, i aquest impulsà la vinguda dels monjos a Valldaura. El Territori encara no rebia el nom de Valldaura, era situat a la parròquia de Sant Martí de Cerdanyola i d'una dominicatura del castell de Montcada, anomenada Sant Marçal.

### Acte fundacional del Territori de Valldaura
Es signar el 4 de desembre de 1150 entre el llavors gran senescal i senyor del castell de Montaca, Guillem Ramon Dapifer, junt amb el seu fills: Guillem, Ramon i Berenguer: el noble Guillem VI de Montpeiel i l'abat Guillem del convet cistercenc de la Gran Selva.
" En nom de Crist i de l'indivisible Trinitat, jo Guillem Ramon Dapifer i els meusfills, Guillem, Ramon i Berenguer, tots nosaltres alhora lliurem i donem a Déu, a la Beata María, i també a l'abat i al convent de la Gran Selva una hornor que tenim a la muntanya de Cerdanyola, amb les terres conreades i sense conrear, amb les pastures i les aigües, amb les entrades i les eixides. Afronta a llevant amb el cim d l'Abella (actual Turó de l'Ermita) fins la muntanya de Torrezela (actual Turó de Valldaura), a migjorn fins a la muntanya dela Ginesta ( actual Turó d'en Magarola o del maltall),  i fins a l'alou de Sant Cugat, a ponent des de la serra del Tell fins a les Tries del Forn, a Tramuntana fins al forn de Tries. Tot el que està contingut dins aquests quatre termes, amb les dècimes, les primícies i amb toto l'abans esmentat, ho donem i lliurem a Déu, a l'esmentada Gran Selva, a l'abat i es monjos de la Gran Selva, tant als presentes com als futurs, perquè s'hi construeixi un monestir en honor a la santíssima Mare de Déu i sempre Verge María per a la redempció de les ànimes nostres i les dels nostres pares, a fi que lliurement i tranquil·litament i sense reclamacions ni oposició ho tinguin i hoposseeixin per dret perpetu per sempre. A més a més per a fer-hi horta, afegim per aquest monestir un camp, camp sobre el moll d'en Bereguer de Salells, amb aigua per a regar en el lloc aomenat Riu Major ( avui Riera de Sant Cugat). També en el moll de Rocabruna concedim als habitants de Cerdanyola que, en tot temps, tal com hi arribin, sense retard molguin llur annona sense doanr la moltura. Així des del nostre dret ho lliurem a Déu i a ells perquè allà s'hi construeixi un cenobi en honor de Déu i de la Beata Verge Maria, d'acord amb la manera de fer i el costum de l'ordre del Cister. Aquesta donació, a dalt escrita, ha estat feta a mans de Guillem, prior de Santa Maria de la Gran Selva, de Guillem de Montpeller i de llurs companys.
Aquesta carta ha estat escrita el 4 de desembre de l'any 1150 de l'encarnació de Crist.
Signatures de Guillem Ramon Dapifer, Guillem de Montcada, Ramon de Moncada i Berenguer, nosaltres que fem, lloem i signem aquesta donació i que preguem als testimonis que signen.
Testimonis: Pere Ramon de Vilademany, Bernat Guillem de Luzano, Arbert de Pera, Ramon de Cerdanyola, Guillem de Giramans, Pere de Terrassa, Bernat de Bell-lloc, Pere de Sentmaenat, Guillem bisbe de Barcelona, Bernat ardiaca de Barcelona, Berenguer de Fàbregas o Pere Sagristà, Hug.
Signatura d'Arnau, sotsdiaca, el qual ha escrit això el dia i any de dalt indicats."
El 1152 el monestir estava en funcionament i va ser reconegut per el Vaticà com la primera fundació del Cister a Catalunya.
La vida monastica del nou monestir no va durar gaire. Diversos factors hi van contribuir, era un lloc no gaire extens i amb poc terreny de conreu, manca d'aigua... Sembla que al 1155 la comunitat es va traslladar a la Catalunya Nova, a Ancosa vora el riu Gaià a l'actual comarca de l'Anoia. Seria un lloc provisional perquè el lloc tampoc era massa adient per al monestir, va acavant sernt una granja. Finalment la donació de Gerard Alemany de Cervelló, Gerad de Jorba i Guillem de Montagut d'un altre terreny prop del riu Gaià anomenat Santes Creus, portaria la comunitat del monestir de Santa Maria de Valldaura a assentar-se definitivament el 1169 (amb l'autorització del papa Alexandre II) en el nou Monestir de Santes Creus, encara que le monjos van continuant sent els propietaris fins a finals del segle XIII.

## Palau reial de Valldaura
El lloc de Valldaura va ser propietat del monestir de Santes Creus fins a finals del segle XII primers del XIII, que va ser quan va passar a ser propietat de la casa comtal de Barcelona i, per tant, residència reial de la Corona d'Aragó.
El rei Jaume II va ordenar fer obres per condicionar la casa segons documentació de 1294 a 1297 i va proveir d'una dotació econòmica per a celebracions de misses a la capella encara anomenada Santa Maria de Valldaura. El rei volia tenir la residència disponible per a la seva gran afició a la caça i per això va introduir diversos animals als boscos dels voltants. Una de les darreres estades reials va ser la del rei Alfons el Magnànim, el 1431. Va ser residència reial fins al 1475 quan es va vendre i va deixar de tenir vinculació amb la reialesa.

## Decadència i desaparició
Consten referències que a l'any 1605 l'edifici estava totalment en ruïnes. Al segle xviii es va reedificar i el 1743 se'n va autoritzar el culte religiós. A finals del segle xix primers del XX el lloc esdevé una explotació carbonera. A partir de 1960 s'hi instal·la una família d'ètnia gitana que aprofitant els materials d'anteriors edificacions aixequen un habitatge on hi havia la casa dels carboners.
Avui (2013) només resta en peu un tros de paret construït amb tot tipus d'elements reaprofitats com carreus, maons o pedra licorella, sens dubte restes de la cabana d'autoconstrucció. També es poden veure les restes d'una bassa d'aigua i d'altres elements en pedra que van pertànyer a l'antiga construcció.

## Masia de can Valldaura
Era freqüent que quan es reedificava o s'edificava de nou es fessin servir materials de les construccions precedents. A mitjant segle xix amb els materials (carreus, dovelles i d'altres materials constructius) del monestir i la casa reial es va construir una masia no gaire lluny d'aquella ubicació. Seria can Valldaura que durant anys seria una de les moltes masies amb els seus conreus a la serra de Collserola.
Actualment l'àrea de Valldaura és objecte d'un Pla de Protecció del Patrimoni Arquitectònic i Arqueològic de Cerdanyola del Vallès per l'execució del projecte Green Fab Lab a la masia de can Valldaura. Aquest projecte ha classificat la zona del monestir i la casa reial com Àrea Arqueològica Casa Reial de Valldaura Vell.